# Andrés Montero (futbolista)
Andrés Eduardo Montero Cadenas (Maracaibo, Venezuela; 5 de marzo de 1994) es un futbolista venezolano que juega como delantero en el Rayo Zuliano de la Primera División de Venezuela.

## Trayectoria

### Zulia y primera oportunidad en el exterior
Se formó en las inferiores del Zulia; en la temporada 2014 debuta con el equipo principal. En el 2016, obtiene su primera experiencia internacional al ser cedido al Luftëtari Gjirokastër de Albania, club donde jugó nueve partidos y anotó un gol.

### ACD Lara
En febrero de 2017 regresa a su país natal para firmar un contrato de dos años con el ACD Lara, equipo con el que salió campeón del Torneo Apertura. 

### Carabobo Fútbol Club
En enero de 2018 es cedido a préstamo al Carabobo con el cual tuvo la oportunidad de debutar en torneos internacionales al  participar en la Copa Libertadores dónde llegó a disputar dos encuentros, jugó 36 partidos por Primera División y anotó 6 goles.

### Deportivo Táchira
En el 2019 es fichado por el Deportivo Táchira, esa temporada llegó a jugar 22 partidos por Primera División y anotó dos goles, uno de ellos ante el Deportivo La Guaira.

### Coquimbo Unido
En enero de 2020 obtiene su segunda experiencia internacional al ser anunciado como nuevo refuerzo del Coquimbo Unido de Chile.

### Deportivo Pasto
El 3 de marzo de 2021 obtiene su tercera experiencia internacional al ser anunciado como nuevo refuerzo del Deportivo Pasto de Colombia y reforzar el mediocampo para su participación en Copa Sudamericana 2021.

## Clubes
| Club                    | País      | Año       |
| ----------------------- | --------- | --------- |
| Zulia F.C.              | Venezuela | 2013-2016 |
| FC Luftëtari            | Albania   | 2016      |
| ACD Lara                | Venezuela | 2017-2018 |
| Carabobo F.C.           | Venezuela | 2018      |
| Deportivo Táchira       | Venezuela | 2019      |
| Coquimbo Unido          | Chile     | 2020      |
| Deportivo Pasto         | Colombia  | 2021      |
| Zamora F.C.             | Venezuela | 2021      |
| Envigado F.C.           | Colombia  | 2022      |
| Academia Puerto Cabello | Venezuela | 2023      |
| Portuguesa F.C.         | Venezuela | 2024      |
| Deportivo Rayo Zuliano  | Venezuela | 2025-     |

## Participaciones internacionales
| Torneo                 | Club            | País      | Resultado     |
| ---------------------- | --------------- | --------- | ------------- |
| Copa Libertadores 2018 | Carabobo        | Venezuela | Primera fase  |
| Copa Sudamericana 2020 | Coquimbo Unido  | Chile     | Semifinalista |
| Copa Sudamericana 2021 | Deportivo Pasto | Colombia  |               |

## Palmarés

### Campeonatos nacionales
| Título          | Club     | País      | Año  |
| --------------- | -------- | --------- | ---- |
| Torneo Clausura | ACD Lara | Venezuela | 2017 |